# Monitus testudinatus
Monitus testudinatus är en kräftdjursart som beskrevs av Lewis1998. Monitus testudinatus ingår i släktet Monitus och familjen Bathytropidae. Inga underarter finns listade i Catalogue of Life.